# Трофео Коста Этруска I
Трофео Коста Этруска I (итал. Trofeo Costa Etrusca I) — шоссейная однодневная велогонка, проходившая по территории Италии с 1997 по 2011 год.

## История
Гонка была создана в 1997 году и изначально проводилась в рамках национального календаря. В 2006 году вошла в Женский мировой шоссейный календарь UCI. В 2007 и 2009 годах были созданы ещё две аналогичные гонки Трофео Коста Этруска II и Трофео Коста Этруска III, проводившиеся накануне данной гонки. Из-за этого в ряде источников может упоминаться под названием Trofeo Costa Etrusca: GP Comuni di Santa Luce - Castellina Marittima.
В первой половине февраля 2010 года была отменена по финансовым и организационным причинам вместе с двумя остальными гонками. В 2011 году состоялась снова. В 2012 году была отменена во второй раз и больше не проводилась.
Маршрут гонки проходил на Этрусском побережье — в провинции Ливорно области Тоскана. Старт или финиш располагались в Ваде, Кастеллина-Мариттиме, Санта-Луче, Чечине. Протяжённость дистанции составляла от 110 до 120 км.
Рекордсменкой с тремя победами стала британка Николь Кук.

## Призёры
| Год  | Победитель         | Второй                | Третий                |
| ---- | ------------------ | --------------------- | --------------------- |
| 1997 | Имельда Кьяппа     | Эдита Пучинскайте     | Фабиана Луперини      |
| 1998 | Симона Паренте     | Катрин Марсаль        | Луисана Пегораро      |
| 1999 | Зинаида Стагурская | Катрин Марсаль        | Луисана Пегораро      |
| 2000 | Эдита Пучинскайте  | Светлана Самохвалова  | Джованна Тролди       |
| 2001 | Фабиана Луперини   | Зинаида Стагурская    | Симона Паренте        |
| 2002 | Николь Кук         | Ноэми Кантеле         | Симона Паренте        |
| 2003 | Сюзанн Юнгског     | Николь Кук            | Рошелль Гилмор        |
| 2004 | Ойнон Вуд          | Регина Шляйхер        | Эдита Пучинскайте     |
| 2005 | Николь Кук         | Николь Брендли        | Модеста Вжесняускайте |
| 2006 | Фабиана Луперини   | Трикси Воррак         | Дорте Лозе            |
| 2007 | Николь Кук         | Фабиана Луперини      | Николь Брендли        |
| 2008 | Ноэми Кантеле      | Регина Брёйнс         | Юдит Арндт            |
| 2009 | Линда Виллумсен    | Модеста Вжесняускайте | Эмма Юханссон         |
| 2011 | Шелли Олдс         | Грейс Вербеке         | Мартине Брас          |